# Kamidana

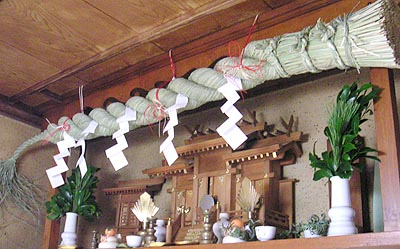
Kamidana con shimenawa e shide

Il kamidana (神棚) è la riproduzione in miniatura di un santuario shintoista, utilizzato nel culto domestico, nei luoghi di lavoro e nei dojo. Solitamente al suo interno è contenuto un ofuda.

## Panoramica
Generalmente riproduce in miniatura la forma del santuario di Ise (Miyagata), al suo interno viene custodito un ofuda che incarna il dio da venerare. Si chiama Fudamiya ed è il kamidana in senso stretto. Meno comune è il Mitamaya, ovvero un piccolo altare riservato al culto degli antenati, soppiantato in tempi recenti dal butsudan.
Nelle case giapponesi spesso si trova una mensola (o una nicchia) predisposta per l'alloggiamento del kamidana. Una nuova forma, chiamata "Modern kamidana" e più semplice nell'aspetto, si sta diffondendo. Inoltre, presso l'ufficio dei santuari della prefettura di Saitama, si organizza un concorso di progettazione del Kamidana del futuro.
Nei kamidana si venerano kami diversi da Kōjin e Inari, per i quali ci sono altari con forma diversa da quella del santuario di Ise.
Alcuni kamidana contengono i goshintai, ovvero oggetti in cui risiede lo spirito del kami. In tal caso non si ha un semplice altare domestico ma una specie di succursale del santuario propriamente detto in cui si venera il kami.

## Posizionamento del Kamidana
Il Kamidana dovrebbe essere installato in un luogo luminoso e pulito, in una posizione alta (al di sopra degli occhi di una persona di statura media), ben ventilata e soleggiata e adatta al culto quotidiano. Deve essere rivolto a sud o a est, preferibilmente al piano superiore, ma qualora non fosse possibile si deve porre sopra di esso un pannello con l'ideogramma 雲 (nuvola) o un disegno con lo stesso significato. Non deve essere posizionato sulle pareti in comune con il bagno e si deve evitare che ci sia un passaggio di persone al di sotto. Non deve stare mai di fronte al butsudan. In caso di una morte in casa o di una veglia funebre il kamidana deve essere coperto con un foglio di carta bianca in quanto la morte e il sangue sono considerati fonte di impurità che il kami non deve "vedere".

## Composizione del kamidana

### Miyagata
La parte in cui alloggia il kami, al centro del kamidana, si chiama Miyagata.
C'è il modello con tetto a spiovente singolo, ma molti riproducono la sala principale del santuario di Ise. Può essere a uno, tre o cinque scomparti, in base al numero di kami ai quali viene consacrato.
Nei modelli di Ichinomiya è bene impilare gli ofuda dal davanti, ma per altri modelli (quello del santuario Kasuga, ad esempio) è meglio mettere gli ofuda del santuario di Ise sul retro.

### Oggetti di culto
Sulla facciata del kamidana c'è uno shinkyo (specchio consacrato), un supporto per un ramo di sakaki (Clyera japonica) e una lanterna ad ogni lato. Uno shimenawa viene appeso sul supporto anteriore della mensola o sulla riproduzione del torii eventualmente presente. Ci sono poi dei contenitori per le offerte: il mizutama è per l'acqua, l'heiji contiene il sakè, un piattino per il riso e uno per il sale.

### Offerte
Le offerte tipiche sono riso, sakè, sale e acqua che vanno sostituiti ogni mattina. Vengono offerti anche cibi secchi, verdure, frutta e dolci. I rami di sakaki vanno cambiati due volte al mese (di solito il primo e il quindicesimo giorno, oppure nel giorno consacrato alle divinità alloggiate). Inoltre, possono essere offerti avvisi di promozione (scolastica o lavorativa).
Se si offrono riso, sale e acqua, quest'ultima va sulla sinistra, quindi il riso al centro e poi il sale a destra, oppure l'acqua avanti a sinistra e il sale avanti a destra, quindi il riso dietro. Qualora si offra anche sakè, l'acqua verrà posta a sinistra, quindi il sakè, poi il riso e infine il sale a destra, oppure avanti a sinistra l'acqua e avanti a destra il sale, al centro il sakè e dietro il riso.
Ci si deve astenere dall'offrire carne, latticini, aglio e cipolle (ma in alcune regioni è consentito per certi kami).

## Culto
Sarebbe opportuno che l'intera famiglia ringraziasse i kami per le sue benedizioni quotidiane e pregasse per la sua sicurezza e felicità in futuro facendo delle offerte, ma se ciò non fosse possibile dovrebbe pregare prima di uscire. L'associazione dei santuari shintoisti raccomanda la preghiera  "Due inchini, due battimani, un inchino", una variante è "Due inchini, quattro battimani, un inchino". Consigliabile anche recitare il 神棚拝詞 (preghiera del kamidana).
神棚拝詞
此の神床に坐す 掛けまくも畏き 天照大御神 産土大神等の大前を 拝み奉りて 恐み恐みも白さく 大神等の広き厚き御恵を 辱み奉り 高き尊き神教のまにまに 直き正しき 真心もちて 誠の道に違ふことなく 負ひ持つ業に励ましめ給ひ 家門高く 身健に 世のため人のために尽さしめ給へと 恐み恐みも白す

### Cerimoniale
Di seguito è mostrato l'ordine del cerimoniale di un Kamidana.
1- porsi di fronte al kami e fare un lieve inchino (45°)
2- inchinarsi due volte profondamente (90°)
3- battere le mani due volte
4- inchinarsi due volte profondamente (90°)
5- prendere commiato dal kami
Prima della preghiera è bene lavarsi viso, mani, bocca e fare delle offerte.

## Procedura in caso di lutto
Quando si soffre per la perdita di qualcuno le porte del kamidana vanno chiuse per cinquanta giorni, lo si copre con un foglio di carta bianca, non si fanno offerte né preghiere.
Il sangue (dalle ferite e dal ciclo mestruale) e la morte sono fonte di impurità per la religione shinto. In passato, durante il ciclo, alle donne era proibito partecipare ai rituali shintoisti e non potevano adorare o apparire davanti al kamidana.